# 키미나스산
키미나스산(그리스어: Όρος Κύμινας)은 오늘날 터키 부르사주인 비티니아의 산의 동로마 시대의 역사적인 이름이다.  산의 정확한 위치는 불확실하지만, 부르사시의 약간 북쪽 어딘가에 위치했을 것이라 추정된다. 기독교의 금욕주의자들과 수도자들은 동로마 제국 시대 동안 이 산에서 살았다. 오토만 제국의 시대에는 기독교 수도자들이 더 이상 키미나스산에 거주하지 않았다.
키미나스산에서 살았던 기독교 수도자들은 아토스산의 아타나시오스, 미하일 말레이노스(그는 카미나스산 라브라의 사부였다), 토마스 데푸르키노스가 포함된다.